# Oswald Molero
Oswald Molero is een hoorspel van Gaston Gheuens, bewerkt door Joke van den Berg. De TROS zond het uit op woensdag 23 juni 1976, van 23:00 uur tot 23:45 uur. De regisseur was Rob Geraerds.

## Rolverdeling
- Hans Karsenbarg (Bert, virtuoze jonge man)
- Barbara Hoffman (Nelly, jonge vrouw)
- Hans Veerman (Molero, koele jonge man)
- Frans Vasen (André, jonge man)
- Hein Boele (Paul, jonge man)
- Hellen Huisman (Annie, jonge vrouw)

## Inhoud
Een jonge schrijver trekt er op gezette tijden tussenuit om elders inspiratie op te doen voor zijn romans. De medebewoners van het flatgebouw waarin hij woont, menen dat hij, Bert, ook nu weer vertrokken is. Maar enkele merkwaardige gebeurtenissen nopen de bewoners een onderzoek in te stellen, waarbij Bert zelf betrokken raakt. Een door hem geschapen hoofdfiguur in een misdaadverhaal is tot leven gekomen…